# Чуа Ен Чен
Чуа Ен Чен (англ. Chuah Eng Cheng, ?, Куала-Лумпур) — малайзийский хоккеист (хоккей на траве), защитник.

## Биография
Чуа Ен Чен родился в малайзийском городе Куала-Лумпур.
играл в хоккей на траве за Селангор.
В 1956 году вошёл в состав сборной Малайи по хоккею на траве на Олимпийских играх в Мельбурне, занявшей 9-е место. Играл на позиции защитника, провёл 2 матча, забил (по имеющимся данным) 1 мяч в ворота сборной Кении.

## Семья
Его брат Чуа Ен Ким также играл за сборную Малайи по хоккею на траве и в 1956 году участвовал в летних Олимпийских играх в Мельбурне.